# Married People (film)
Married People è un film del 1922 diretto da Hugo Ballin e interpretato da Mabel Ballin, la moglie del regista.

## Distribuzione
Il film uscì nelle sale USA il 17 settembre 1922.